# Villa Nueva (Mendoza)
Villa Nueva – miasto w Argentynie, położone w północno-zachodniej części prowincji Mendoza.

## Opis
Miejscowość została założona 31 maja 1896 roku. Przez miasto przebiega droga krajowa RP7. Villa Nueva wchodzi w skład metropolii Mendoza.

## Demografia
.